# Giuliano di Baccio d’Agnolo
Giuliano di Baccio d’Agnolo Baglioni (ur. 1491, zm. 1555) – włoski architekt i rzeźbiarz.

## Życiorys
Był synem architekta i rzeźbiarza Baccia d’Agnolo; także jego dwaj bracia byli architektami, jednakże Giuliano znacznie przewyższył rodzeństwo pod względem osiągnięć artystycznych i popularności. Po zrealizowaniu kilku dzieł mniejszej skali takich jak Kościół San Martino na wzgórzu Montughi we Florencji z 1539 roku przeszedł na służbę Cosimo I de' Medici. W latach 1542–1543 współpracował z Baccio Bandinelli przy wykonywaniu trybuny w Salone dei Cinquecento w Palazzo Vecchio. Także w 1543 roku, wraz ze śmiercią ojca, przejął jego stanowisko w kierownictwie Opera del Duomo di Firenze.
W 1546 roku pracował nad drewnianym cyborium w kościele Santissima Annunziata, zaś w 1553 roku rozpoczął budowę obecnego Palazzo Grifoni, kontynuowaną przez Bartolomeo Ammanati.